# Święto Morza

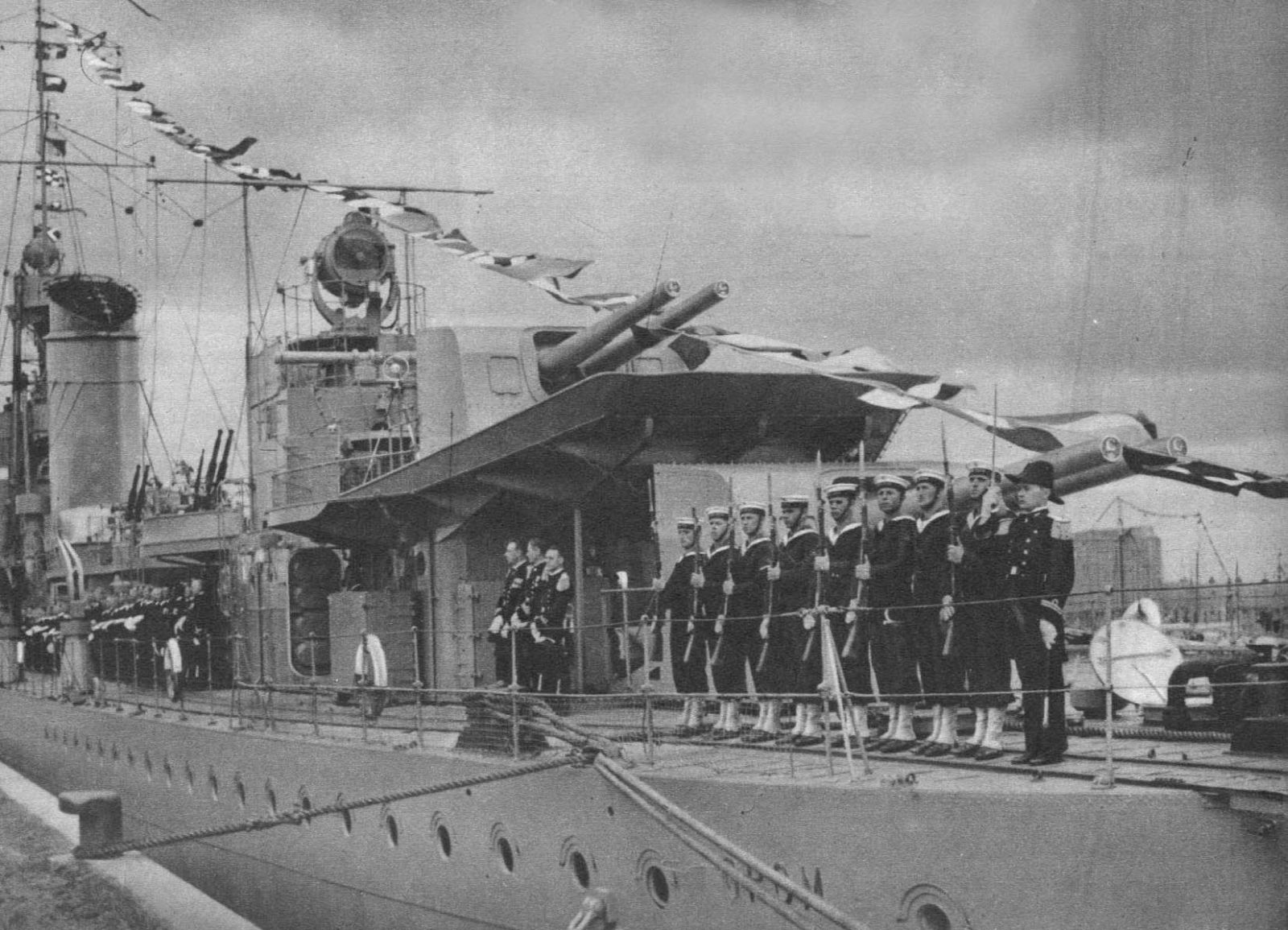
ORP Grom podczas Święta Morza w Gdyni, 1937

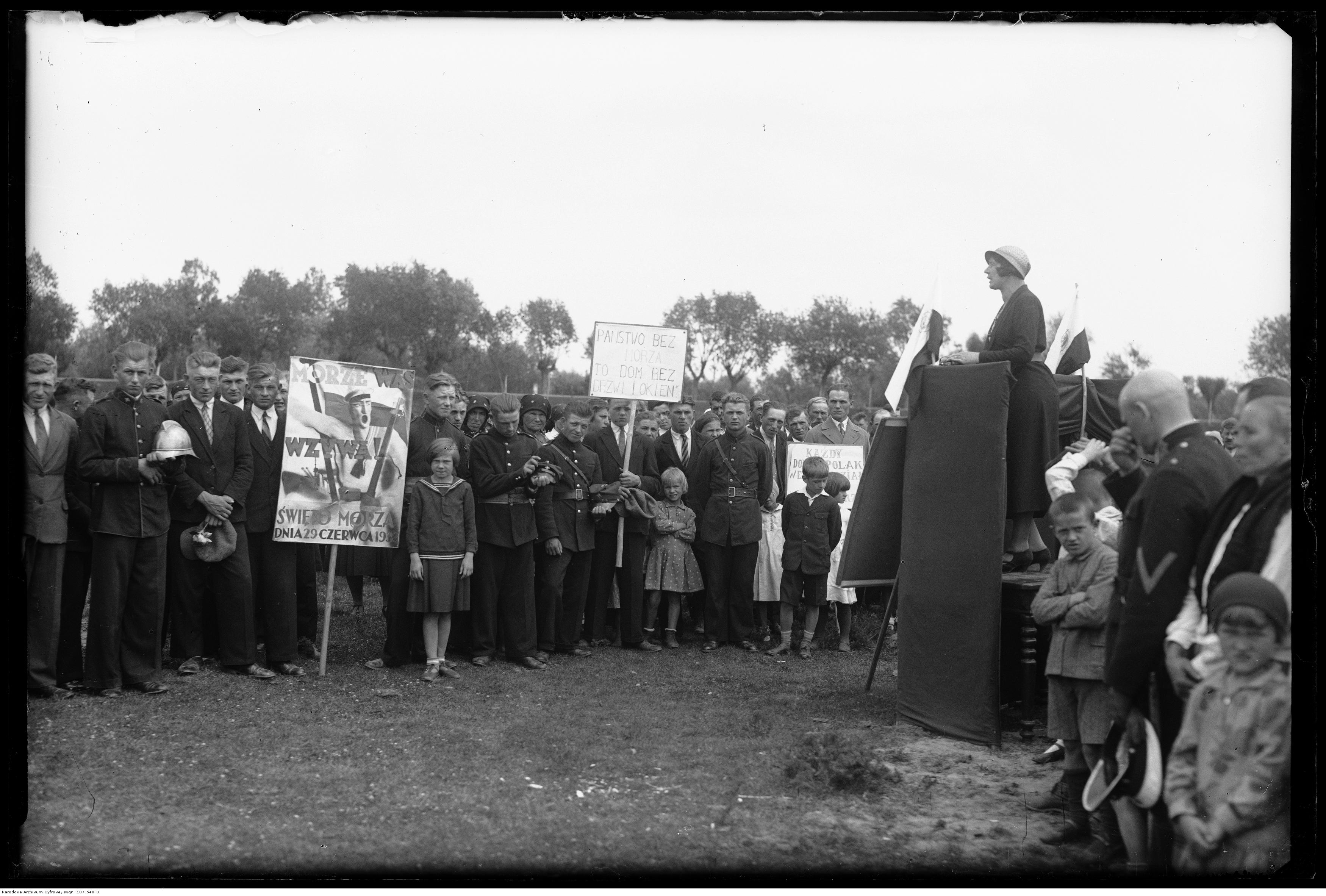
Obchody Święta Morza w Gołębiu k. Puław, rok 1933

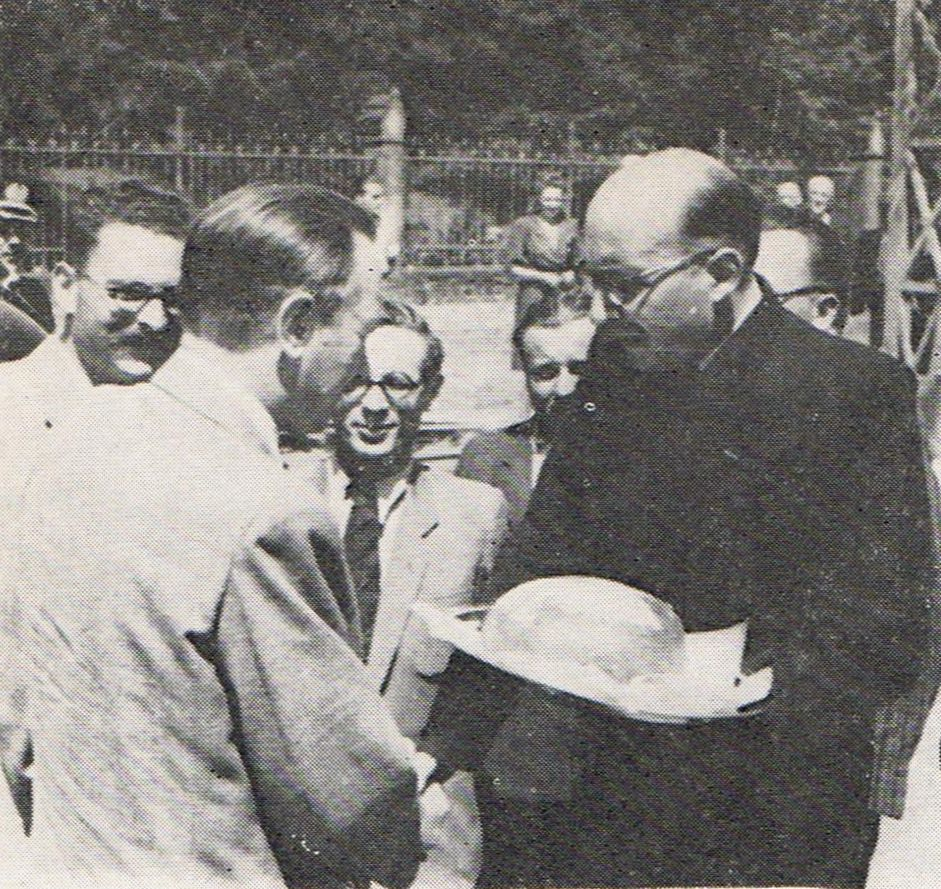
Piotr Zaremba wita Bolesława Bieruta podczas Święta Morza w Szczecinie w 1947 r.

Święto Morza, in. Dni Morza – święto marynarzy, portowców, żeglarzy, rybaków, stoczniowców i innych pracowników związanych z morzem. Święto Morza zostało zainicjowane w 1932 jako uroczystości o charakterze państwowym; do 1939 główne obchody odbywały się w Gdyni według ustalonego zwyczaju 29 czerwca, od 1945 także w innych miastach położonych nad Morzem Bałtyckim.

## Historia
Początki Święta Morza sięgają roku 1923 i inicjatywy Antoniego Abrahama, Jana Radtkego oraz Stefana Żeromskiego. Zinstytucjonalizowane obchody rozpoczęły się jednak dopiero w roku 1932, dzięki inicjatywie Andrzeja Wachowiaka i Ligi Morskiej i Kolonialnej. Coroczne obchody angażowały najważniejszych polityków i duchownych, a także rzesze obywateli, którzy tłumnie przyjeżdżali do Gdyni, by wziąć udział w uroczystościach. Obchody związane były m.in. z próbami popularyzacji tematyki morskiej oraz promocją pozytywnego wizerunku Marynarki Wojennej i przemysłu stoczniowego.
W trakcie okupacji niemieckiej w latach 1939-1944 święto nie było organizowane, lecz jego tradycja trwała w działaniach ruchu oporu, m.in. w formie znaków składowych poczty polowej sprzedawanych w latach 1943 i 1944 przez członków konspiracji na cele pomorskiej Tajnej Organizacji Wojskowej „Gryf Pomorski”.
Po II wojnie światowej (1939–1945) obchody Święta Morza wznowiono w 1945 w Gdańsku. W dobie Polski Ludowej centralne uroczystości odbywały się corocznie w różnych miastach nadmorskich, takich jak Szczecin (w 1947, połączone z manifestacją "Trzymajmy straż nad Odrą”), Kołobrzeg, Świnoujście, Puck, Gdynia, Ustka. Niezależne od miejsca obchodzenia centralnych, lokalne obchody święta morskiego są organizowane przez społeczności lokalne w nadmorskich miastach i niektórych wsiach portowych. W programie bywa zwykle parada okrętów, sztuczne ognie, wianki, orszak Neptuna i występy artystyczne, m.in. szanty. 